# Governador Luiz Rocha
Governador Luiz Rocha is een gemeente in de Braziliaanse deelstaat Maranhão. De gemeente telt 7.144 inwoners (schatting 2009).